# Coppa Davis 2022 - Qualificazioni
Le qualificazioni alle finali sono stati i principali spareggi nella Coppa Davis 2022. Le dodici nazioni vincitrici si sono qualificate per le finali, mentre quelle perdenti hanno preso parte al Gruppo I mondiale a eccezione del Canada, che era stato sconfitto nelle qualificazioni ma è stato ripescato dopo la squalifica della Russia campione uscente. Gli incontri si sono disputati tra il 4 e il 5 marzo 2022. Il sorteggio si è svolto il 6 dicembre 2021 a Madrid, in Spagna.

## Squadre partecipanti
Le 24 squadre che hanno partecipato alle qualificazioni sono state:
1. 14 squadre che hanno partecipato alla fase finale della Coppa Davis 2020-2021 e non sono arrivate in finale. Le squadre che non sono arrivate in finale sono state 16, ma Serbia e Gran Bretagna hanno ricevuto una wild-card per partecipare direttamente alla fase finale senza passare per le qualificazioni.[3]
2. 8 squadre vincitrici del Gruppo Mondiale I
3. 2 squadre che hanno vinto gli spareggi nei play-off del Gruppo I

La Russia ha avuto accesso alla fase finale come detentrice del titolo, ma è stata in seguito sospesa da tutte le competizioni a squadre a causa dell'intervento militare russo in Ucraina. È stata sostituita dal Canada, che ha ricevuto una wild-card dopo la sconfitta subita contro i Paesi Bassi nelle qualificazioni.
- Tra parentesi la posizione occupata nella classifica a squadre di Coppa Davis il 20 settembre 2021.[5]

Teste di serie
- Francia (1ª)
- Spagna (3ª)
- Belgio (4ª)
- Stati Uniti (5ª)
- Canada (6ª)
- Germania (8ª)
- Italia (9ª)
- Australia (11ª)
- Kazakistan (12ª)
- Svezia (14ª)
- Argentina (15ª)
- Austria (16ª)

Non teste di serie
- Giappone (17ª)
- Rep. Ceca (18ª)
- Colombia (19ª)
- Paesi Bassi (20ª)
- Ungheria (23ª)
- Ecuador (24ª)
- Brasile (26ª)
- Corea del Sud (27ª)
- Slovacchia (29ª)
- Finlandia (32ª)
- Romania (41ª)
- Norvegia (44ª)

## Sommario
In neretto le squadre classificate, tra parentesi il nº di testa di serie.
| Squadra di casa | Punteggio | Squadra ospite | Luogo          | Stadio                           | Superficie      |
| --------------- | --------- | -------------- | -------------- | -------------------------------- | --------------- |
| Francia [1]     | 4–0       | Ecuador        | Pau            | Palais des Sports                | Cemento (i)     |
| Spagna [2]      | 3–1       | Romania        | Marbella       | Club de Tenis Puente Romano      | Terra rossa     |
| Finlandia       | 2–3       | Belgio [3]     | Espoo          | Espoo Metro Areena               | Cemento (i)     |
| Stati Uniti [4] | 4–0       | Colombia       | Reno           | Reno Events Center               | Cemento (i)     |
| Paesi Bassi     | 4–0       | Canada [5]     | L'Aja          | Sportcampus Zuiderpark           | Terra rossa (i) |
| Brasile         | 1–3       | Germania [6]   | Rio de Janeiro | Centro Olímpico de Tênis         | Terra rossa     |
| Slovacchia      | 2–3       | Italia [7]     | Bratislava     | AXA Aréna NTC                    | Cemento (i)     |
| Australia [8]   | 3–2       | Ungheria       | Sydney         | Ken Rosewall Arena               | Cemento         |
| Norvegia        | 1–3       | Kazakistan [9] | Oslo           | Oslo Tennis Arena                | Cemento (i)     |
| Svezia [10]     | 3–2       | Giappone       | Helsingborg    | Helsingborg Arena                | Cemento (i)     |
| Argentina [11]  | 4–0       | Rep. Ceca      | Buenos Aires   | Lawn Tennis Club                 | Terra rossa     |
| Corea del Sud   | 3–1       | Austria [12]   | Seul           | Centro Tennis del Parco Olimpico | Cemento (i)     |

## Risultati

### Francia vs. Ecuador
| Francia 4 | Palais des Sports, Pau Francia 4-5 marzo 2022 Cemento (i) | Palais des Sports, Pau Francia 4-5 marzo 2022 Cemento (i)             | Ecuador 0 |     |     |             |
| \| \| \| \| 1 \| 2 \| 3 \| \| \| - \| \| --------------------------------------------------------------------- \| --- \| --- \| --- \| ----------- \| \| 1 \| \| Arthur Rinderknech Emilio Gómez \| 6 2 \| 7 5 \| \| \| \| 2 \| \| Adrian Mannarino Roberto Quiroz \| 6 4 \| 4 6 \| 6 1 \| \| \| 3 \| \| Pierre-Hugues Herbert / Nicolas Mahut Gonzalo Escobar / Diego Hidalgo \| 6 3 \| 7 5 \| \| \| \| 4 \| \| Benjamin Bonzi Antonio Cayetano March \| 6 0 \| 6 2 \| \| \| \| 5 \| \| Arthur Rinderknech Roberto Quiroz \| \| \| \| non giocato \| |                                                           |                                                                       |           |     |     |             |
| |                                                           |                                                                       | 1         | 2   | 3   |             |
| 1 | Francia (bandiera) · Ecuador (bandiera)                   | Arthur Rinderknech Emilio Gómez                                       | 6 2       | 7 5 |     |             |
| 2 | Francia (bandiera) · Ecuador (bandiera)                   | Adrian Mannarino Roberto Quiroz                                       | 6 4       | 4 6 | 6 1 |             |
| 3 | Francia (bandiera) · Ecuador (bandiera)                   | Pierre-Hugues Herbert / Nicolas Mahut Gonzalo Escobar / Diego Hidalgo | 6 3       | 7 5 |     |             |
| 4 | Francia (bandiera) · Ecuador (bandiera)                   | Benjamin Bonzi Antonio Cayetano March                                 | 6 0       | 6 2 |     |             |
| 5 | Francia (bandiera) · Ecuador (bandiera)                   | Arthur Rinderknech Roberto Quiroz                                     |           |     |     | non giocato |

### Spagna vs. Romania
| Spagna 3 | Club de Tenis Puente Romano, Marbella, Spagna 4-5 marzo 2022 Terra rossa | Club de Tenis Puente Romano, Marbella, Spagna 4-5 marzo 2022 Terra rossa | Romania 1 |     |   |             |
| \| \| \| \| 1 \| 2 \| 3 \| \| \| - \| \| ----------------------------------------------------------------------- \| ---- \| --- \| - \| ----------- \| \| 1 \| \| Roberto Bautista Agut Gabi Adrian Boitan \| 6 3 \| 6 1 \| \| \| \| 2 \| \| Carlos Alcaraz Marius Copil \| 6 4 \| 6 3 \| \| \| \| 3 \| \| Alejandro Davidovich Fokina / Pedro Martínez Marius Copil / Horia Tecău \| 62 7 \| 4 6 \| \| \| \| 4 \| \| Roberto Bautista Agut Marius Copil \| 6 2 \| 6 3 \| \| \| \| 5 \| \| Carlos Alcaraz Gabi Adrian Boitan \| \| \| \| non giocato \| |                                                                          |                                                                          |           |     |   |             |
| |                                                                          |                                                                          | 1         | 2   | 3 |             |
| 1 | Spagna (bandiera) · Romania (bandiera)                                   | Roberto Bautista Agut Gabi Adrian Boitan                                 | 6 3       | 6 1 |   |             |
| 2 | Spagna (bandiera) · Romania (bandiera)                                   | Carlos Alcaraz Marius Copil                                              | 6 4       | 6 3 |   |             |
| 3 | Spagna (bandiera) · Romania (bandiera)                                   | Alejandro Davidovich Fokina / Pedro Martínez Marius Copil / Horia Tecău  | 62 7      | 4 6 |   |             |
| 4 | Spagna (bandiera) · Romania (bandiera)                                   | Roberto Bautista Agut Marius Copil                                       | 6 2       | 6 3 |   |             |
| 5 | Spagna (bandiera) · Romania (bandiera)                                   | Carlos Alcaraz Gabi Adrian Boitan                                        |           |     |   | non giocato |

### Finlandia vs. Belgio
| Finlandia 2 | Espoo Metro Areena, Espoo, Finlandia 4-5 marzo 2022 Cemento (i) | Espoo Metro Areena, Espoo, Finlandia 4-5 marzo 2022 Cemento (i) | Belgio 3 |     |      |  |
| \| \| \| \| 1 \| 2 \| 3 \| \| \| - \| \| -------------------------------------------------------------- \| --- \| --- \| ---- \| \| \| 1 \| \| Otto Virtanen David Goffin \| 5 7 \| 6 3 \| 3 6 \| \| \| 2 \| \| Emil Ruusuvuori Zizou Bergs \| 6 3 \| 7 5 \| \| \| \| 3 \| \| Harri Heliövaara / Emil Ruusuvuori Sander Gillé / David Goffin \| 6 3 \| 2 6 \| 7 65 \| \| \| 4 \| \| Emil Ruusuvuori David Goffin \| 4 6 \| 2 6 \| \| \| \| 5 \| \| Otto Virtanen Zizou Bergs \| 4 6 \| 0 6 \| \| \| |                                                                 |                                                                 |          |     |      |  |
| |                                                                 |                                                                 | 1        | 2   | 3    |  |
| 1 | Finlandia (bandiera) · Belgio (bandiera)                        | Otto Virtanen David Goffin                                      | 5 7      | 6 3 | 3 6  |  |
| 2 | Finlandia (bandiera) · Belgio (bandiera)                        | Emil Ruusuvuori Zizou Bergs                                     | 6 3      | 7 5 |      |  |
| 3 | Finlandia (bandiera) · Belgio (bandiera)                        | Harri Heliövaara / Emil Ruusuvuori Sander Gillé / David Goffin  | 6 3      | 2 6 | 7 65 |  |
| 4 | Finlandia (bandiera) · Belgio (bandiera)                        | Emil Ruusuvuori David Goffin                                    | 4 6      | 2 6 |      |  |
| 5 | Finlandia (bandiera) · Belgio (bandiera)                        | Otto Virtanen Zizou Bergs                                       | 4 6      | 0 6 |      |  |

### Stati Uniti vs. Colombia
| Stati Uniti 4 | Reno Events Center, Reno, USA 4-5 marzo 2022 Cemento (i) | Reno Events Center, Reno, USA 4-5 marzo 2022 Cemento (i)         | Colombia 0 |      |     |             |
| \| \| \| \| 1 \| 2 \| 3 \| \| \| - \| \| ---------------------------------------------------------------- \| --- \| ---- \| --- \| ----------- \| \| 1 \| \| Sebastian Korda Nicolás Mejía \| 6 4 \| 1 6 \| 6 4 \| \| \| 2 \| \| Taylor Fritz Alejandro González \| 6 1 \| 6 0 \| \| \| \| 3 \| \| Rajeev Ram / Jack Sock Nicolás Barrientos / Juan Sebastián Cabal \| 6 3 \| 6 4 \| \| \| \| 4 \| \| Tommy Paul Nicolás Mejía \| 7 5 \| 7 64 \| \| \| \| 5 \| \| Sebastian Korda Alejandro González \| \| \| \| non giocato \| |                                                          |                                                                  |            |      |     |             |
| |                                                          |                                                                  | 1          | 2    | 3   |             |
| 1 | Stati Uniti (bandiera) · Colombia (bandiera)             | Sebastian Korda Nicolás Mejía                                    | 6 4        | 1 6  | 6 4 |             |
| 2 | Stati Uniti (bandiera) · Colombia (bandiera)             | Taylor Fritz Alejandro González                                  | 6 1        | 6 0  |     |             |
| 3 | Stati Uniti (bandiera) · Colombia (bandiera)             | Rajeev Ram / Jack Sock Nicolás Barrientos / Juan Sebastián Cabal | 6 3        | 6 4  |     |             |
| 4 | Stati Uniti (bandiera) · Colombia (bandiera)             | Tommy Paul Nicolás Mejía                                         | 7 5        | 7 64 |     |             |
| 5 | Stati Uniti (bandiera) · Colombia (bandiera)             | Sebastian Korda Alejandro González                               |            |      |     | non giocato |

### Paesi Bassi vs. Canada
| Paesi Bassi 4 | Sportcampus Zuiderpark, L'Aja, Paesi Bassi 4-5 marzo 2022 Terra rossa (i) | Sportcampus Zuiderpark, L'Aja, Paesi Bassi 4-5 marzo 2022 Terra rossa (i) | Canada 0 |      |   |             |
| \| \| \| \| 1 \| 2 \| 3 \| \| \| - \| \| ----------------------------------------------------------------- \| --- \| ---- \| - \| ----------- \| \| 1 \| \| Botic van de Zandschulp Alexis Galarneau \| 7 5 \| 7 69 \| \| \| \| 2 \| \| Tallon Griekspoor Steven Diez \| 6 4 \| 6 4 \| \| \| \| 3 \| \| Wesley Koolhof / Matwé Middelkoop Peter Polansky / Brayden Schnur \| 7 5 \| 6 3 \| \| \| \| 4 \| \| Robin Haase Steven Diez \| 6 1 \| 6 2 \| \| \| \| 5 \| \| Tallon Griekspoor Alexis Galarneau \| \| \| \| non giocato \| |                                                                           |                                                                           |          |      |   |             |
| |                                                                           |                                                                           | 1        | 2    | 3 |             |
| 1 | Paesi Bassi (bandiera) · Canada (bandiera)                                | Botic van de Zandschulp Alexis Galarneau                                  | 7 5      | 7 69 |   |             |
| 2 | Paesi Bassi (bandiera) · Canada (bandiera)                                | Tallon Griekspoor Steven Diez                                             | 6 4      | 6 4  |   |             |
| 3 | Paesi Bassi (bandiera) · Canada (bandiera)                                | Wesley Koolhof / Matwé Middelkoop Peter Polansky / Brayden Schnur         | 7 5      | 6 3  |   |             |
| 4 | Paesi Bassi (bandiera) · Canada (bandiera)                                | Robin Haase Steven Diez                                                   | 6 1      | 6 2  |   |             |
| 5 | Paesi Bassi (bandiera) · Canada (bandiera)                                | Tallon Griekspoor Alexis Galarneau                                        |          |      |   | non giocato |

### Brasile vs. Germania
| Brasile 1 | Centro Olímpico de Tênis, Rio de Janeiro Brasile 4-5 marzo 2022 Terra rossa | Centro Olímpico de Tênis, Rio de Janeiro Brasile 4-5 marzo 2022 Terra rossa | Germania 3 |      |     |             |
| \| \| \| \| 1 \| 2 \| 3 \| \| \| - \| \| -------------------------------------------------------------- \| --- \| ---- \| --- \| ----------- \| \| 1 \| \| Thiago Seyboth Wild Alexander Zverev \| 4 6 \| 2 6 \| \| \| \| 2 \| \| Thiago Monteiro Jan-Lennard Struff \| 6 3 \| 1 6 \| 6 3 \| \| \| 3 \| \| Felipe Meligeni Alves / Bruno Soares Kevin Krawietz / Tim Pütz \| 6 4 \| 64 7 \| 4 6 \| \| \| 4 \| \| Thiago Monteiro Alexander Zverev \| 1 6 \| 5 7 \| \| \| \| 5 \| \| Thiago Seyboth Wild Jan-Lennard Struff \| \| \| \| non giocato \| |                                                                             |                                                                             |            |      |     |             |
| |                                                                             |                                                                             | 1          | 2    | 3   |             |
| 1 | Brasile (bandiera) · Germania (bandiera)                                    | Thiago Seyboth Wild Alexander Zverev                                        | 4 6        | 2 6  |     |             |
| 2 | Brasile (bandiera) · Germania (bandiera)                                    | Thiago Monteiro Jan-Lennard Struff                                          | 6 3        | 1 6  | 6 3 |             |
| 3 | Brasile (bandiera) · Germania (bandiera)                                    | Felipe Meligeni Alves / Bruno Soares Kevin Krawietz / Tim Pütz              | 6 4        | 64 7 | 4 6 |             |
| 4 | Brasile (bandiera) · Germania (bandiera)                                    | Thiago Monteiro Alexander Zverev                                            | 1 6        | 5 7  |     |             |
| 5 | Brasile (bandiera) · Germania (bandiera)                                    | Thiago Seyboth Wild Jan-Lennard Struff                                      |            |      |     | non giocato |

### Slovacchia vs. Italia
| Slovacchia 2 | AXA Aréna NTC, Bratislava Slovacchia 4-5 marzo 2022 Cemento (i) | AXA Aréna NTC, Bratislava Slovacchia 4-5 marzo 2022 Cemento (i) | Italia 3 |     |      |  |
| \| \| \| \| 1 \| 2 \| 3 \| \| \| - \| \| ----------------------------------------------------------- \| ---- \| --- \| ---- \| \| \| 1 \| \| Norbert Gombos Jannik Sinner \| 4 6 \| 6 4 \| 4 6 \| \| \| 2 \| \| Filip Horanský Lorenzo Sonego \| 7 62 \| 6 3 \| \| \| \| 3 \| \| Filip Polášek / Igor Zelenay Simone Bolelli / Jannik Sinner \| 6 3 \| 1 6 \| 7 63 \| \| \| 4 \| \| Filip Horanský Jannik Sinner \| 5 7 \| 4 6 \| \| \| \| 5 \| \| Norbert Gombos Lorenzo Musetti \| 7 63 \| 2 6 \| 4 6 \| \| |                                                                 |                                                                 |          |     |      |  |
| |                                                                 |                                                                 | 1        | 2   | 3    |  |
| 1 | Slovacchia (bandiera) · Italia (bandiera)                       | Norbert Gombos Jannik Sinner                                    | 4 6      | 6 4 | 4 6  |  |
| 2 | Slovacchia (bandiera) · Italia (bandiera)                       | Filip Horanský Lorenzo Sonego                                   | 7 62     | 6 3 |      |  |
| 3 | Slovacchia (bandiera) · Italia (bandiera)                       | Filip Polášek / Igor Zelenay Simone Bolelli / Jannik Sinner     | 6 3      | 1 6 | 7 63 |  |
| 4 | Slovacchia (bandiera) · Italia (bandiera)                       | Filip Horanský Jannik Sinner                                    | 5 7      | 4 6 |      |  |
| 5 | Slovacchia (bandiera) · Italia (bandiera)                       | Norbert Gombos Lorenzo Musetti                                  | 7 63     | 2 6 | 4 6  |  |

### Australia vs. Ungheria
| Australia 3 | Ken Rosewall Arena, Sydney, Australia 4-5 marzo 2022 Cemento | Ken Rosewall Arena, Sydney, Australia 4-5 marzo 2022 Cemento | Ungheria 2 |     |     |  |
| \| \| \| \| 1 \| 2 \| 3 \| \| \| - \| \| -------------------------------------------------------- \| ---- \| --- \| --- \| \| \| 1 \| \| Alex de Minaur Zsombor Piros \| 7 5 \| 6 2 \| \| \| \| 2 \| \| Thanasi Kokkinakis Márton Fucsovics \| 64 7 \| 6 1 \| 3 6 \| \| \| 3 \| \| John Peers / Luke Saville Fábián Marozsán / Máté Valkusz \| 4 6 \| 4 6 \| \| \| \| 4 \| \| Alex de Minaur Márton Fucsovics \| 7 64 \| 6 4 \| \| \| \| 5 \| \| Thanasi Kokkinakis Zsombor Piros \| 6 4 \| 6 4 \| \| \| |                                                              |                                                              |            |     |     |  |
| |                                                              |                                                              | 1          | 2   | 3   |  |
| 1 | Australia (bandiera) · Ungheria (bandiera)                   | Alex de Minaur Zsombor Piros                                 | 7 5        | 6 2 |     |  |
| 2 | Australia (bandiera) · Ungheria (bandiera)                   | Thanasi Kokkinakis Márton Fucsovics                          | 64 7       | 6 1 | 3 6 |  |
| 3 | Australia (bandiera) · Ungheria (bandiera)                   | John Peers / Luke Saville Fábián Marozsán / Máté Valkusz     | 4 6        | 4 6 |     |  |
| 4 | Australia (bandiera) · Ungheria (bandiera)                   | Alex de Minaur Márton Fucsovics                              | 7 64       | 6 4 |     |  |
| 5 | Australia (bandiera) · Ungheria (bandiera)                   | Thanasi Kokkinakis Zsombor Piros                             | 6 4        | 6 4 |     |  |

### Norvegia vs. Kazakistan
| Norvegia 1 | Oslo Tennis Arena, Oslo, Norvegia 4-5 marzo 2022 Cemento (i) | Oslo Tennis Arena, Oslo, Norvegia 4-5 marzo 2022 Cemento (i)                  | Kazakistan 3 |     |     |             |
| \| \| \| \| 1 \| 2 \| 3 \| \| \| - \| \| ----------------------------------------------------------------------------- \| ----- \| --- \| --- \| ----------- \| \| 1 \| \| Casper Ruud Michail Kukuškin \| 6 1 \| 6 4 \| \| \| \| 2 \| \| Viktor Durasovic Aleksandr Bublik \| 3 6 \| 2 6 \| \| \| \| 3 \| \| Simen Sunde Bratholm / Viktor Durasovic Andrej Golubev / Oleksandr Nedovjesov \| 610 7 \| 3 6 \| \| \| \| 4 \| \| Casper Ruud Aleksandr Bublik \| 4 6 \| 7 5 \| 4 6 \| \| \| 5 \| \| Viktor Durasovic Michail Kukuškin \| \| \| \| non giocato \| |                                                              |                                                                               |              |     |     |             |
| |                                                              |                                                                               | 1            | 2   | 3   |             |
| 1 | Norvegia (bandiera) · Kazakistan (bandiera)                  | Casper Ruud Michail Kukuškin                                                  | 6 1          | 6 4 |     |             |
| 2 | Norvegia (bandiera) · Kazakistan (bandiera)                  | Viktor Durasovic Aleksandr Bublik                                             | 3 6          | 2 6 |     |             |
| 3 | Norvegia (bandiera) · Kazakistan (bandiera)                  | Simen Sunde Bratholm / Viktor Durasovic Andrej Golubev / Oleksandr Nedovjesov | 610 7        | 3 6 |     |             |
| 4 | Norvegia (bandiera) · Kazakistan (bandiera)                  | Casper Ruud Aleksandr Bublik                                                  | 4 6          | 7 5 | 4 6 |             |
| 5 | Norvegia (bandiera) · Kazakistan (bandiera)                  | Viktor Durasovic Michail Kukuškin                                             |              |     |     | non giocato |

### Svezia vs. Giappone
| Svezia 3 | Helsingborg Arena, Helsingborg, Svezia 4-5 marzo 2022 Cemento (i) | Helsingborg Arena, Helsingborg, Svezia 4-5 marzo 2022 Cemento (i) | Giappone 2 |      |     |  |
| \| \| \| \| 1 \| 2 \| 3 \| \| \| - \| \| -------------------------------------------------------------- \| --- \| ---- \| --- \| \| \| 1 \| \| Dragoș Nicolae Mădăraș Yosuke Watanuki \| 4 6 \| 4 6 \| \| \| \| 2 \| \| Elias Ymer Tarō Daniel \| 7 5 \| 6 4 \| \| \| \| 3 \| \| André Göransson / Elias Ymer Ben McLachlan / Yasutaka Uchiyama \| 2 6 \| 7 67 \| 7 5 \| \| \| 4 \| \| Dragoș Nicolae Mădăraș Tarō Daniel \| 0 6 \| 5 7 \| \| \| \| 5 \| \| Elias Ymer Yosuke Watanuki \| 6 3 \| 6 3 \| \| \| |                                                                   |                                                                   |            |      |     |  |
| |                                                                   |                                                                   | 1          | 2    | 3   |  |
| 1 | Svezia (bandiera) · Giappone (bandiera)                           | Dragoș Nicolae Mădăraș Yosuke Watanuki                            | 4 6        | 4 6  |     |  |
| 2 | Svezia (bandiera) · Giappone (bandiera)                           | Elias Ymer Tarō Daniel                                            | 7 5        | 6 4  |     |  |
| 3 | Svezia (bandiera) · Giappone (bandiera)                           | André Göransson / Elias Ymer Ben McLachlan / Yasutaka Uchiyama    | 2 6        | 7 67 | 7 5 |  |
| 4 | Svezia (bandiera) · Giappone (bandiera)                           | Dragoș Nicolae Mădăraș Tarō Daniel                                | 0 6        | 5 7  |     |  |
| 5 | Svezia (bandiera) · Giappone (bandiera)                           | Elias Ymer Yosuke Watanuki                                        | 6 3        | 6 3  |     |  |

### Argentina vs. Repubblica Ceca
| Argentina 4 | Lawn Tennis Club, Buenos Aires, Argentina 4-5 marzo 2022 Terra rossa | Lawn Tennis Club, Buenos Aires, Argentina 4-5 marzo 2022 Terra rossa | Rep. Ceca 0 |     |     |             |
| \| \| \| \| 1 \| 2 \| 3 \| \| \| - \| \| -------------------------------------------------------------- \| ---- \| --- \| --- \| ----------- \| \| 1 \| \| Sebastián Báez Jiří Lehečka \| 7 64 \| 6 3 \| \| \| \| 2 \| \| Diego Schwartzman Tomáš Macháč \| 2 6 \| 6 2 \| 6 3 \| \| \| 3 \| \| Máximo González / Horacio Zeballos Jiří Lehečka / Tomáš Macháč \| 6 4 \| 6 4 \| \| \| \| 4 \| \| Federico Coria Vít Kopřiva \| 6 2 \| 6 4 \| \| \| \| 5 \| \| Diego Schwartzman Jiří Lehečka \| \| \| \| non giocato \| |                                                                      |                                                                      |             |     |     |             |
| |                                                                      |                                                                      | 1           | 2   | 3   |             |
| 1 | Argentina (bandiera) · Rep. Ceca (bandiera)                          | Sebastián Báez Jiří Lehečka                                          | 7 64        | 6 3 |     |             |
| 2 | Argentina (bandiera) · Rep. Ceca (bandiera)                          | Diego Schwartzman Tomáš Macháč                                       | 2 6         | 6 2 | 6 3 |             |
| 3 | Argentina (bandiera) · Rep. Ceca (bandiera)                          | Máximo González / Horacio Zeballos Jiří Lehečka / Tomáš Macháč       | 6 4         | 6 4 |     |             |
| 4 | Argentina (bandiera) · Rep. Ceca (bandiera)                          | Federico Coria Vít Kopřiva                                           | 6 2         | 6 4 |     |             |
| 5 | Argentina (bandiera) · Rep. Ceca (bandiera)                          | Diego Schwartzman Jiří Lehečka                                       |             |     |     | non giocato |

### Corea del Sud vs. Austria
| Corea del Sud 3 | Centro Tennis del Parco Olimpico, Seul, Corea del Sud 4-5 marzo 2022 Cemento (i) | Centro Tennis del Parco Olimpico, Seul, Corea del Sud 4-5 marzo 2022 Cemento (i) | Austria 1 |     |   |             |
| \| \| \| \| 1 \| 2 \| 3 \| \| \| - \| \| ---------------------------------------------------------- \| --- \| --- \| - \| ----------- \| \| 1 \| \| Nam Ji-sung Dennis Novak \| 1 6 \| 4 6 \| \| \| \| 2 \| \| Kwon Soon-woo Jurij Rodionov \| 7 5 \| 6 4 \| \| \| \| 3 \| \| Nam Ji-sung / Song Min-kyu Alexander Erler / Lucas Miedler \| 6 4 \| 6 3 \| \| \| \| 4 \| \| Kwon Soon-woo Dennis Novak \| 7 5 \| 7 5 \| \| \| \| 5 \| \| Nam Ji-sung Jurij Rodionov \| \| \| \| non giocato \| |                                                                                  |                                                                                  |           |     |   |             |
| |                                                                                  |                                                                                  | 1         | 2   | 3 |             |
| 1 | Corea del Sud (bandiera) · Austria (bandiera)                                    | Nam Ji-sung Dennis Novak                                                         | 1 6       | 4 6 |   |             |
| 2 | Corea del Sud (bandiera) · Austria (bandiera)                                    | Kwon Soon-woo Jurij Rodionov                                                     | 7 5       | 6 4 |   |             |
| 3 | Corea del Sud (bandiera) · Austria (bandiera)                                    | Nam Ji-sung / Song Min-kyu Alexander Erler / Lucas Miedler                       | 6 4       | 6 3 |   |             |
| 4 | Corea del Sud (bandiera) · Austria (bandiera)                                    | Kwon Soon-woo Dennis Novak                                                       | 7 5       | 7 5 |   |             |
| 5 | Corea del Sud (bandiera) · Austria (bandiera)                                    | Nam Ji-sung Jurij Rodionov                                                       |           |     |   | non giocato |